# 柏罗斯
柏罗斯（希腊语：Βῆλος）神话中的埃及国王，波塞冬和利比亚的儿子，阿革诺耳的兄弟，达那俄斯和埃古普托斯的父亲。

## 资料来源
- 《神话辞典》，（苏联）M·H·鲍特文尼克等，统一书号：2017·304